# Chaetodon xanthocephalus
Chaetodon xanthocephalus is een straalvinnige vissensoort uit de familie van koraalvlinders (Chaetodontidae). De wetenschappelijke naam van de soort is voor het eerst geldig gepubliceerd in 1833 door Bennett.
De soort staat op de Rode Lijst van de IUCN als niet bedreigd, beoordelingsjaar 2009.